# Vanessa Ward
Vanessa Ward, född 5 januari 1963, är en friidrottare från Australien. Hon deltog vid olympiska sommarspelen 1984 och olympiska sommarspelen 1988.